# Makedonska Kamenica
Makedonska Kamenica (mazedonisch Македонска Каменицаⓘ [makɛˈdɔnska kamɛˈnit͡sa]), albanisch Kamenica (e Maqedonisë) - indefinit Kamenicë (e Maqedonisë), ist eine Kleinstadt im Osten Nordmazedoniens. Sie hat 5147 Einwohner (Stand: 2002) und ist Amtssitz der gleichnamigen Opština, welche neben der Stadt noch acht weitere Ortschaften umfasst und insgesamt 8110 Einwohner (Stand: 2002) zählt.

## Geographie
Makedonska Kamenica liegt in Ostmazedonien nahe der Grenze zu Bulgarien. Die Stadt erstreckt sich im Flusstal der Kamenička Reka und grenzt im Süden an den Kalimanci-Stausee, wohin der Fluss mündet und welcher die Bregalnica staut.
Im Norden und Westen ragen die hügeligen Ausläufer des Osogovo. Durch starke Rodung sind die Waldflächen dort viel kleiner als noch vor 20 Jahren.

## Bevölkerung
In der Opština Makedonska Kamenica leben 8110 Einwohner in 2437 Haushalten, was etwa drei Personen pro Haushalt macht. Im Vergleich zu vielen anderen Landesteilen ist die ethnische Bevölkerungsstruktur in Makedonska Kamenica relativ homogen. 99,32 Prozent sind Mazedonier, die restlichen 0,68 Prozent verteilen sich auf Serben, Roma, Bosniaken und andere.

## Geschichte
Makedonska Kamenica und seine Umgebung sind bekannt für die vielen Bergwerke, wo unter anderem Blei und Zink abgebaut werden. Ab 1282 schon siedelten sich deswegen Minenarbeiter aus dem Erzgebirge an. Der Ortsname des Dorfes Sasa erinnert noch an seine deutschsprachigen Einwanderer.
Bei einer osmanischen Zählung 1570–1572 (Defter) wurden in Kamenica 80 christliche Familien und 59 ledige Männer registriert. Das Dorf hatte fünf Getreidemühlen und zehn Walkmühlen.

## Verkehr
Die Stadt ist durch die Nationalstraße A3 mit den Nachbarstädten Delčevo (weiter nach Bulgarien) und Kočani (weiter nach Štip) verbunden. Zwischen Štip und Kočani betreiben die Makedonski železnici eine Eisenbahnstrecke.

## Sport
FK Sasa ist der Fußballverein der Stadt, welcher 1968 gegründet wurde und in der dritten Liga Mazedoniens (Osten) spielt.